# 拓跋敦
拓跋敦（?—?），追尊魏平文帝拓跋鬱律曾孫，北魏宗室、官员。

## 生平
拓跋敦最初跟隨道武帝拓跋珪出征，身穿堅固甲胄，手握銳利武器，名冠諸將。後來跟從道武帝出征中山，所向無前。明元帝拓跋嗣在位時，拜為中都大官。太武帝拓跋燾在位時，進爵位為西河公，給予的恩遇更加深厚。逝世後由其子拓跋撥襲爵。

## 延伸阅读
[在维基数据编辑]
 《魏書·卷14》，出自魏收《魏书》